# Пограничный округ Юго-восточная Финляндия
Пограничный округ Юго-восточная Финляндия (фин. Kaakkois-Suomen rajavartiosto, швед. Sydöstra Finlands gränsbevakningssektion) — один из пограничных округов Финляндии. Географически расположен на российской границе от Финского залива до Уукуниеми. Объединяет три погранотряда: Виролахти, Лаппеэнранта и Иматра.